# 선주원남동
선주원남동(善州元南洞)은 경상북도 구미시 서남부에 위치한 동이다. 김천시와 경계를 접하고 있다.

## 개요
선주원남동은 봉곡지역 공공기관의 다수 입주해 있으며, 구미시선관위, 법무부교정교화원, 통계청 구미출장소 등이 있다. 봉곡지구 대규모 택지개발사업이 완료되었고, 수점동 집단시설지구 개발 사업이 추진되고 있다.

## 역사
- 조선시대에는 선산군 상고면(上古面)
- 1977년 3월 21일 : 경상북도 구미지구출장소 선주지소
- 1978년 2월 15일 : 구미시 승격으로 행정동 선주동(법정동: 봉곡동, 부곡동, 선기동, 수점동), 원남동(법정동: 원평동 일부, 남통동, 송정동 일부)을 각각 설치.
- 1999년 3월 2일 : 선주동과 원남동을 선주원남동으로 통합.[2]
- 2020년 7월 20일 : 선주원남동에서 관할하던 송정동(법정동) 구역이 행정동인 송정동으로 이관.

## 법정동
- 봉곡동(蓬谷洞)
- 부곡동(釜谷洞)
- 선기동(善基洞)
- 수점동(水店洞)
- 남통동(南通洞)
- 원평동(元坪洞) 일부

## 교육 기관
- 선주초등학교
- 구미봉곡초등학교
- 금오초등학교
- 원남초등학교
- 구미여자중학교
- 봉곡중학교
- 경구중학교
- 선주중학교
- 선주고등학교
- 경구고등학교
- 경북외국어고등학교

## 교통
- 경부선 철도 및 고속도로
- 지방도 제906호선

## 아파트
| 단지명              | 건설사         | 시행사                      | 주소            | 주소   | 입주        | 비고 |
| ------------------- | -------------- | --------------------------- | --------------- | ------ | ----------- | ---- |
| 봉곡 뜨란채 1단지   | 동부건설       | 대한주택공사                | 도봉로5길 13    | 봉곡동 | 2003년 7월  |      |
| 도량지구 현진에버빌 | 현진㈜         | 현진㈜                      | 도봉로 10       | 봉곡동 | 2005년 12월 |      |
| 봉곡 현대           | 현대산업개발   | 현대산업개발                | 봉곡남로 148    | 봉곡동 | 1999년 6월  |      |
| 봉곡 아이파크       | 현대산업개발   | 캡스톤디앤씨㈜              | 봉곡남로20길 15 | 봉곡동 | 2005년 9월  |      |
| 봉곡 코아루         | ㈜라인건설     | 한국토지신탁                | 봉곡북로7길 25  | 봉곡동 | 2011년 11월 |      |
| 남통 e편한세상      | 대림산업       | ㈜에이치유비스타즈          | 선기로 77       | 남통동 | 2009년 1월  |      |
| 영남네오빌 시티     | ㈜영남건설     | 대한토지신탁㈜ ㈜성원씨앤디 |                 | 봉곡동 | 2005년 6월  |      |
| 봉곡 세양청마루     | ㈜세양종합건설 | 한림주택건설㈜              | 봉곡서로 82     | 봉곡동 | 2005년 6월  |      |

- 금오청구타운 (남통동) - 1997년 10월 입주 / 청구산업개발